# La Secte (film)
Pour les articles homonymes, voir La Secte.
Pour plus de détails, voir Fiche technique et Distribution.
La Secte (La setta) est un film d'horreur italien réalisé par Michele Soavi, sorti en 1991.

## Synopsis
1970, Californie. Une communauté hippie accueille dans son camp un voyageur, Damon, sans se douter qu'il est un fanatique. La nuit tombée, ce dernier, accompagné d'autres membres de sa secte, la massacre entièrement. 
1991, Francfort. L'actualité allemande est ponctuée de crimes rituels sataniques. Un homme, Martin Romero, traque une femme, Mary Crane, dans les rues de la ville avant de l'assassiner chez elle. Face à la police, avant qu'il ne se suicide, il affirme qu'il était obligé de la tuer.
Pendant ce temps, une institutrice, Miriam Kreisl, renverse un vieillard, Moebius Kelly, en voiture. Sans se douter de lui, qui refuse de se faire soigner à l'hôpital, elle accepte de l’accueillir chez elle pour le soigner. Le vieil homme étrange semble reconnaître sa maison et fait part à Miriam d'une étrange destinée. Alors qu'elle dort, il lâche un scarabée sur son corps et l'insecte pénètre son nez. Réveillée par un cauchemar, elle trouve Moebius en train de suffoquer.
Alors qu'elle part de chez elle pour trouver un médecin, Moebius, qui faisait semblant de s'asphyxier, s'aventure dans un tunnel secret sous la maison de Miriam qui le mène vers des cavernes où il fait un rituel satanique. De retour avec le docteur Franz Pernath, Miriam et lui découvrent ensemble le passage souterrain. Dans une pièce, ils découvrent le cadavre de Moebius recouvert d'un linceul. La police arrive sur place pour récupérer le corps mais Miriam ne comprend rien à ce qui se passe chez elle. Peu de temps après, son lapin domestique entre dans le sous-sol et Miriam, en le pourchassant dans la pièce découverte, découvre une femme détenant un de ses collants. Miriam se bat avec elle et l'intruse s'enfuit aussitôt.
Le jour suivant, Claire Heinz, la mère d'un de ses élèves, est portée disparue. Lorsqu'elle arrive chez elle pour déposer sa fille, elle y rencontre Mr. Heinz qui lui informe que sa femme entomologiste a découvert récemment une espèce de coléoptères disparue depuis 10 000 ans. Lorsqu'elle aperçoit l'illustration d'un scarabée, Miriam se sent mal et s'évanouit. Plus tard, alors qu'elle veille sur Miriam chez elle, son amie Kathryn est attaquée par une force malveillante puis, terrorisée, s'enfuit. Quant à Miriam, remise de ses émotions, elle reçoit un appel mystérieux de Moebius.
Sur une aire de repos pour camionneurs, Kathryn en accoste un pour lui proposer de faire l'amour. Alors qu'ils couchent ensemble, Kathyrn brandit un couteau de boucher. Quand les amis du camionneur viennent le chercher, ils le découvrent en train de la massacrer sauvagement avec l'arme blanche et il leur déclare que c'est ce qu'elle voulait. À l'hôpital, les docteurs tentent de la sauver. En vain. Ils informent Miriam que son amie a demandé à la voir avant de décéder sur la table d'opération. Lorsqu'elle rend visite à Kathryn, présumée morte, celle-ci revient d'entre les morts et attaque Miriam avant de s'égorger avec un scalpel. Choquée et terrifiée, Miriam refuse de croire à la thèse de la catalepsie avancée par les médecins.
Pour lui prouver que Moebius est bien mort, le docteur Franz Pernath se rend dans la morgue de l'hôpital pour voir le corps de Moebius. Mais il a disparu. Pendant ce temps, le chirurgien qui s'est occupé de Kathryn apporte Claire, droguée, à Damon et ses adeptes illuminés qui se sont réfugiés dans les bois près de chez Miriam. Alors que Miriam dort profondément, Pernath explore la pièce dans le sous-sol de sa maison et il découvre un tunnel dans un puits qui le mène vers la forêt. Stupéfait, il découvre Damon et les autres fanatiques en train de faire un rituel satanique sur le corps de Claire. Découvert, il est aussitôt traqué par la secte.
Peu de temps après, Miriam se réveille et cherche Franz. Mais elle découvre qu'il est sous l'emprise de la secte et ce dernier tente de la tuer. Elle s'enfuit mais elle se crashe accidentellement et elle est forcée de retourner chez elle à pieds. Elle laisse derrière elle Franz qui meurt aussitôt dans l'explosion de sa voiture. Dans sa maison, elle confronte Moebius, bien vivant, et il lui explique que la secte a, contre son gré, guidé et orchestré sa vie afin qu'elle achève leur plan : elle donnera naissance à l'Antéchrist. La secte féconde Miriam dans le puits et elle accouche, grâce à une dilatation du temps, de l'enfant. Alors que Moebius lui tend son bébé, elle s'enfuit et elle se faufile dans le feu de l'accident pour tenter de mettre fin à ses jours. À l'aube, alors que les pompiers éteignent l'incendie, Miriam en émerge indemne. Son enfant s'est sacrifié pour la protéger.

## Fiche technique
- Titre original : La setta
- Titre français : La Secte
- Réalisation : Michele Soavi
- Scénario : Michele Soavi, Dario Argento et Gianni Romoli
- Production : Dario Argento, Mario Cecchi Gori, Vittorio Cecchi Gori et Andrea Tinnirello
- Photographie : Raffaele Mertes
- Musique : Pino Donaggio
- Pays d'origine : Italie
- Langue originale : italien
- Format : couleur
- Genre : horreur
- Durée : 111 minutes
- Date de sortie : 
  -  Italie : 1er mars 1991
- interdit aux moins de 12 ans

## Distribution
- Kelly Curtis : Miriam Kreisl
- Herbert Lom (VF : Jean-Bernard Guillard) : Moebius Kelly
- Mariangela Giordano : Kathryn
- Michel Adatte : Franz¨Pernath
- Carla Cassola : docteur Pernath
- Angelika Maria Boeck : Claire Heinz
- Giovanni Lombardo Radice : Martin Romero
- Niels Gullov : Mr. Heinz
- Tomas Arana : Damon
- Dario Casalini : Mark
- Paolo Pranzo : Steven
- Yasmine Ussani : Samantha
- Erica Sinisi : Sara
- Donald O'Brien : Jonathan Ford
- Richard Sammel : Conducteur de camion
- Daria Nicolodi (non créditée)
- Michele Soavi (non crédité)